# Jönköping (comune)
Jönköping è un comune svedese di 127 198 abitanti, situato nella contea di Jönköping. Il suo capoluogo è la città omonima.

## Località
Nel territorio comunale sono comprese le seguenti aree urbane (tätort):
| #  | Località   | Popolazione |
| -- | ---------- | ----------- |
| 1  | Jönköping  | 84 423      |
| 2  | Bankeryd   | 6 498       |
| 3  | Taberg     | 4 223       |
| 4  | Tenhult    | 2 916       |
| 5  | Gränna     | 2 578       |
| 6  | Odensjö    | 1 714       |
| 7  | Kaxholmen  | 1 402       |
| 8  | Trånghalla | 1 251       |
| 9  | Lekeryd    | 763         |
| 10 | Barnarp    | 724         |
| 11 | Bottnaryd  | 723         |
| 12 | Tunnerstad | 314         |
| 13 | Skärstad   | 309         |
| 14 | Ölmstad    | 308         |
| 14 | Örserum    | 308         |
| 16 | Öggestorp  | 227         |

## Amministrazione

### Gemellaggi
- Tianjin
- Svendborg
- Lääne-Virumaa
- Kuopio
- Bodø